# Melanopsamma pustula
Melanopsamma pustula är en svampart som först beskrevs av Curr., och fick sitt nu gällande namn av Pier Andrea Saccardo 1878. Melanopsamma pustula ingår i släktet Melanopsamma, ordningen köttkärnsvampar, klassen Sordariomycetes, divisionen sporsäcksvampar och riket svampar.   Inga underarter finns listade i Catalogue of Life.